# Jetrasta cevača
Jetrasta cevača (znanstveno ime Fistulina hepatica) je gliva iz rodu cevač (Fistulina). V Sloveniji je uvrščena na rdeči seznam gliv.

## Značilnosti
Klobuk, ki spominja na velik jezik ali jetra, je širok od 7 do 30 cm in debel od 2 do 6 cm. Hrapava površina je pri mladih gobah rožnato rdeče barve, kasneje potemni.
Pri prerezu še bolj spominja na meso in izpušča motno rdeč sok. Ima kiselkast okus.
Trosovnica je sestavljena iz majhnih por oziroma cevk, čeprav je v sorodu z listarji, za katere je značilna trosovnica sestavljena iz lističev. Spodnja stran (himenij) je množica tubulov, ki predstavljajo pomanjšano obliko lističev skupnih prednikov. Njena najbližja sorodnica po molekularnih študijah je lističarka navadna cepilistka (Schizophyllum commune).

Znanstveno ime rodu je pomanjševalnica latinske besede fistula in pomeni "majhna cevka", medtem ko ime vrste hepatica pomeni "jetrom podoben".

## Razširjenost in življenjski prostor
Jetrasta cevača raste kot zajedavec ali gniloživka na listavcih, predvsem na hrastu in kostanju. Živ hrastov les, ki je okužen s to gobo, se obarva rdečkasto rjavo, sicer pa povzroča rjavo gnilobo. Razširjena je po vseh celinah. V Avstraliji raste na evkaliptusovih drevesih.

## Mikroskopske značilnosti
Trosni prah je rožnato rumenkast. Trosi so elipsasti, gladki, prosojni, neamiloidni in merijo 4,5–6 x 3–4 μm.

## Podobne vrste
- cimetasti mehkopor (Hapalopilus rutilans) je strupen, a je samo na približno podoben po barvi
- sršati luknjač (Inonotus hispidus) je svetlješih barv in ima kosmat klobuk

## Uporabnost
Užitna in okusna dokler je mlada. Ker izgleda podobno kot jetra so jo v preteklosti  uporabljali kot nadomestek za meso in jo je še vedno mogoče najti na nekaterih francoskih trgih.
V Sloveniji je ne nabiramo, ker je uvrščena na rdeči seznam gliv v Sloveniji.

## Galerija slik
- ilustracija
- skupina jetrastih cevač
- prerez
- bazidiji
- cistide
- trosi